# Calliphractis
Calliphractis är ett släkte av fjärilar. Calliphractis ingår i familjen praktmalar, Oecophoridae.
Kladogram enligt Catalogue of Life:
| Calliphractis | \| \| Calliphractis gephyropa \| \| \| \| \| \| Calliphractis phyllograpta \| \| \| \| \| \| Calliphractis tectulata \| \| \| \| |
|               | \| \| Calliphractis gephyropa \| \| \| \| \| \| Calliphractis phyllograpta \| \| \| \| \| \| Calliphractis tectulata \| \| \| \| |
|               | Calliphractis gephyropa |
|               | |
|               | Calliphractis phyllograpta |
|               | |
|               | Calliphractis tectulata |
|               | |